# Hand of Fate (jeu vidéo)
Pour les articles homonymes, voir Hand of Fate.
Hand of Fate est un jeu vidéo de type action-RPG développé et édité par Defiant Development, sorti en 2015 sur Windows, Mac, Linux, PlayStation 4 et Xbox One.
Il a pour suite Hand of Fate 2.

## Accueil
- Jeuxvideo.com : 14/20[1]